# جبهه آزادی‌بخش ملی تریپورا
جبهه آزادی‌بخش ملی تریپورا (انگلیسی: National Liberation Front of Tripura) با نام اختصاری (NLFT) یک سازمان ملی‌گرایی تریپورا است که در تریپورای هند قرار دارد. NLFTحدود ۵۵۰ تا ۸۵۰ عضو دارد.
NLFT به دنبال تجزیه‌طلبی از هند و ایجاد یک دولت مستقل تریپورا است و از طرف‌های فعال در شورش شمال شرقی هند بشمار می‌رود. بیانیه NLFT می‌گوید که آن‌ها می‌خواهند آنچه را به عنوان پادشاهی خدا و عیسی مسیح توصیف می‌کنند در تریپورا گسترش دهند.
NLFT به عنوان یک سازمان تروریستی در هند تعیین شده‌است.

## تاریخچه
کلیسای باپتیست تریپورا ابتدا در سال‌های دهه ۱۹۴۰ توسط مبلغانی از کشور نیوزیلند تأسیس گردید. علی‌رغم تلاش‌های آنان، حتی تا سال‌های دهه ۱۹۸۰، تنها چند هزار نفر از مردم در تریپورا به دین مسیحیت گرویدند. یکی از بدترین آشوب‌های قومی، NLFT در سال ۱۹۸۹ با حمایت کلیسای باپتیست تریپورا به وجود آمد. از آن هنگام تاکنون، NLFT نهضت خود را با شورش مسلحانه به پیش می‌برد. این سازمان در نظامنامه خود، مدعی است که یک جمعیت بومی را نمایندگی می‌کند و مدعی است که توسط سلطه «سیاست امپریالیستی هندوستان (هندی)» به حاشیه رانده شده‌است. نظامنامه این سازمان به هیچ مذهبی اشاره نمی‌کند و مدعی است که اعضای خود را بدون در نظر گرفتن طبقه اجتماعی، جنس یا عقیده فرد گسترش می‌دهد.
بنا به گفته مؤسسه مدیریت تعارض، تقریباً ۹۰ درصد از کادر مدیریتی NLFT از مسیحیان هستند.

## اظهارنظرها
چنین توصیف می‌شود که NLFT با انگیزه عقاید مسیحیت درگیر خشونت تروریستی است. سازمان NLFT به عنوان یک گروه تروریستی در قانون پیشگیری از تروریسم سال ۲۰۰۲ لیست گذاری شده‌است. دولت ایالتی مدعی است که کلیسای باپتیست تریپورا برای NLFT سلاح تأمین می‌کند و به لحاظ مالی این سازمان را حمایت می‌کند. بگفته دولت ایالتی، در آوریل ۲۰۰۰ ناگمان لال حالام مدیر کلیسای باپتیست نائوپارا در تریپورا به همراه مواد منفجره دستگیر گردید و اعتراف کرد که وی بمدت دو سال برای NLFT مواد منفجره خریداری می‌کرده‌است. در سال ۲۰۰۰، سازمان NLFT تهدید کرد که هندوها را در جریان فستیوال مذهبی دورگا پوجا خواهد کشت. ظرف دو سال، حداقل ۲۰ هندو در تریپورا توسط NLFT به دلیل مخالفت با تغییر مذهب به مسیحیت کشته شدند. رامپادا جاماتیا رهبر قبیله جاماتیا گفته‌است که میلیشیاهای مسلح NLFT با اجبار روستائیان قبیله را برای تغییر مذهب به مسیحیت وادار می‌کنند که تهدید بسیار جدی برای آئین هندو است. گمان بر این است که به میزان ۵ هزار نفر از روستائیان قبیله از سال ۱۹۹۹ تا ۲۰۰۱ با اجبار تغییر مذهب داده باشند. در سال ۲۰۰۷، بگفته شخصیت‌های دانشگاهی خارج از هند، این تغییر دین اجباری به دین مسیحیت بعضاً همراه با بکارگیری «تجاوز با هدف ارعاب» بوده‌است.

## وقایع
در اوائل سال ۲۰۰۰، تعداد ۱۶ هندوی بنگالی توسط NLFT در گورانگاتیلا کشته شدند. در ۲۰ می ۲۰۰۰ سازمان NLFT تعداد ۲۵ هندوی بنگالی را در کمپ پناهندگی باگبر به قتل رساند. در ماه اوت سال ۲۰۰۰، شانتی کالی یک رهبر معنوی قبیله ای هندو که گفته بود، آن‌ها خواهان تغییر مذهب مردم به مسیحیت بودند توسط ده تن از چریک‌های NLFT کشته شد.
در دسامبر ۲۰۰۰، لاب کومار جاماتیا یک رهبر مذهبی از دومین گروه بزرگ هندو در ایالت توسط NLFT ربوده شد و سپس جسد وی در جنگلی در روستای دالاک در جنوب تریپورا پیدا شد. بنا به گفته پلیس، شورشیان NLFT از جاماتیا خواسته بودند تا به مسیحیت تغییر مذهب بدهد ولی وی امتناع کرده بود. در ماه می سال ۲۰۰۵، یک رهبر محلی حزب کمونیست هند (مارکسیست) بنام کیشور دیبارما در سادار تریپورا توسط میلیشیاهای NLFT از جناح بیسواموهان به وسیلهٔ چماق به قتل رسید.
در سال ۲۰۰۱، تعداد ۸۲۶ مورد حملات تروریستی در تریپورا گزارش گردیده که ۴۰۵ نفر جانشان را از دست داده و تعداد ۴۸۱ نفر توسط NLFT و سازمان‌های وابسته نظیر نیروی ببر مسیحی تریپورا (ATTP) مورد آدم‌ربایی قرار گرفتند.
ناگمان لال حالام دبیر کلیسای باپتیست نواپارا در تریپورا دستگیر گردید و زیر شکنجه پلیس اعتراف کرد که از سال ۱۹۹۸ تا سال ۲۰۰۰ در حال تأمین مهمات و کمک‌های مالی به NLFT بوده‌است.

## جناح‌ها
پس از اخراج بیسواموهان دیبارما و نایانباسی جاماتیا، سازمان NLFT در فوریه سال ۲۰۰۱ به دو جناح تقسیم شد. در مورد علت این تقسیم، دلایل داخلی درگیری‌ها شامل بی اعتنایی کمیته اجرایی مرکزی بیسواموهان دیبارما برای کاندید کردن جوشوا دیبارما به عنوان پادشاه «پادشاهی تریپورا»، اختلاس مالی توسط رهبران ارشد، ولخرجی‌های صورت گرفته در زندگی رهبری ارشد، و تغییر دین اجباری کادرهای قبایل و شهروندان به مسیحیت ذکر شده‌است.
دیگر رهبران اصلی NLFT شامل کامینی دیبارما نائب رئیس، بینوی دیبارما دبیر تبلیغات، دانو کولوی فرمانده ارتش و بیشنو پراشاد جاماتیا دبیر مالی است.

### جناح بیسواموهان
جناح بیسواموهان (NLFT / BM) اخیراً توسط بیسواموهان دیبارما رهبری می‌شود.
بدنبال تسلیم شدن مانتو کولوی، نفر دوم فرماندهی، او درخواست کرد که بیسواموهان دیبارما و رانجیت دیبارما برای حل بحران، وارد مذاکره با دولت هند شوند اما هر دو این رهبران متعهد به ادامه نبرد شدند.

### جناح نایانباسی
جناح نایانباسی (NLFT / NB) تا سال ۲۰۰۴ هنگامی که با یادداشت اسکان به صورت صلح آمیزی وارد هند شد توسط نایانباسی جاماتیا رهبری می‌شد.